# Хомосексуалност
Хомосексуалност (транслит.  — исти + лат. sexus — пол) јесте љубавна и сексуална привлачност између припадника истог пола или рода. Поред хетеросексуалности и бисексуалности, хомосексуалност је један од три најраспрострањенија облика сексуалне оријентације.
Хомосексуалност може бити присутна код оба пола. У српском језику, термин геј се користи да означи хомосексуалне мушкарце, док се термин лезбијка користи за хомосексуалне жене.
Процењује се да хомосексуалне особе чине између 1 % и 10 % од свеукупног броја људске популације, при чему је нешто више хомосексуалних мушкараца него жена.

## Етимологија појмова везаних за хомосексуалност
Реч хомосексуалност потиче од речи грч. ὁμός, што значи исти, и нема везе с латинском речју homo, која се односи на људско биће као јединку (као нпр. у термину homo sapiens). Појављује се први пут 1869. у анонимно објављеном памфлету Карла-Марије Кертбењија упућеном против пруског закона о содомији, а у ширу употребу улази 1886. издавањем књиге Сексуална психопатија: клиничко-форензичка студија немачког сексолога и психијатра Рихарда фон Крафт-Ебинга (1840—1902).
Појам хомосексуалности често се меша са појмом хомосексуализма, који се односи више на геј културу него на саму сексуалну оријентацију. Хомосексуализам се дефинише као скуп особина, склоности и понашања хомосексуалаца, док се појам хомосексуалност дефинише као сексуална наклоност према истом полу. Ипак, разлика између ова два појма је још увек доста неодређена, тако да има речника који ова два појма третирају као синониме
Данас се енглеска реч геј (енгл. gay) у већини језика користи као друштвено прихваћени термин за хомосексуалне особе. У енглеском језику, првобитно основно значење ове речи било је весео, безбрижан, али временом је дошло до промене, те се данас користи да означи истополно оријентисане особе. Термин геј разликује се од термина хомосексуалац, углавном по томе што се тим термином акценат ставља на културолошке и друштвене аспекте хомосексуалности, док се термин хомосексуалац односи на сам сексуални чин. Многи аутори термин геј користе искључиво за мушкарце, али реч се користи и за истополно оријентисане жене. Према сексологу Игору Кону, који је посветио неколико радова тумачењу речника сексуалних мањина, као и њиховим симболима (розе троугао, слово ламбда, застава дугиних боја), порекло употребе речи геј у погледу сексуалне оријентације није у потпуности јасно.
У српском језику, употреба речи геј новијег је датума и у њега је дошла из енглеског језика. До релативно скоро, за хомосексуалност користила се реч педерастија (грч. paiddersatia- љубав према дечацима) коју је Речник страних речи Милана Вујаклије из 1974. године дефинисао као болесну и противприродну сполну страст према истом полу, нарочито мушкарца према мушкарцу, а именицу педераст (грч. paidos - дечак, epstes - љубитељ, љубавник) као човека који осећа сполни нагон према особама истог пола, док реч педер, обилато коришћену у народу за хомосексуалне мушкарце, ни не помиње.
Временом, значење ових речи у српском језику се променило, па тако према Великом речнику страних речи и израза аутора Ивана Клајна и Милана Шипке из 2007, педерастија се дефинише прецизније и изједначава се са педофилијом, док се именица педераст не користи више за све хомосексуалне особе, већ се дефинише као педофил, то јест, као хомосексуалац који има склоност према дечацима. Такође, у овом речнику, по први пут се појављује и реч геј која се дефинише искључиво као истополно оријентисани мушкарац или жена, док једнотомни речник Матице српске, такође објављен 2007. године, дефинише термин педер искључиво као пејоратив.
Термини лезбијка и лезбијка користе се искључиво за истополно оријентисане жене. Ова реч је настала према грчком острву Лезбос, на ком је у 7. веку п. н. е. живела старогрчка песникиња Сапфа, којој су због њене поприлично еротске поезије у којој има и неколико песама посвећених женама, доста дуго погрешно приписиване хомосексуалне склоности.

## Медицинска карактеризација кроз историју
Историјски гледано, медицина као и друга јавност средњег века, када је реч о хомосексуалности, своју пажњу је углавном фокусирала на сам сексуални чин, а не на особе које учествују у њему. Историчар Џон Босвел је приметио да се током средњег века сексуални однос особа истог пола сматрао грехом а они који су тај „грех” починили нису били дефинисани као одређени тип људи који се по неким особинама можда разликује од других људи. Између шеснаестог и осамнаестог века истополни секс сматран је криминалним преступом и грехом, а они који су га починили нису били категорисани као људска бића. Однос према хомосексуалности се променио у деветнаестом веку, када је модерна медицина, а посебно психијатрија, почела да на ову појаву гледа као на облик менталне болести све до осамдесетих година 20. века.
До краја четрдесетих година 20. века, хомосексуалност се сматрала видом психопатских, параноичних и шизоидних поремећаја личности. Пошто су дефинисали хомосексуалност као патологију (болест), психијатри и остали лекари су се постарали и о њеном „лечењу”. Према Џејмсу Харисону (1992) медицинске струка је посматрала хомосексуалност са таквим гађењем па је у пракси примењивала лечење засновано на забранама и суровим медицинским „третманима” који нису имали никаквог ефекта — лезбијке су биле примораване да се подвргну хистеректомији и терапији инјекција естрогена, иако је пракса показала да ниједна од ових метода није имала утицаја на сексуалну оријентацију тих особа, док су геј мушкарци такође били излагани сличним бесмисленим третманима који нису давали никакве резултате. Харисон је у свом документарном филму приказао снимке из 1950. преузете из образовног филма у продукцији америчке морнарице у коме геј мушкарац лежи у болничком кревету, а лекари му стављају електроде на главу и „лече га” електрошоковима. Поред кастрације, такође су биле примењиване и разне врсте аверзивних терапија. Међутим, и поред свих настојања медицине тога времена, ниједна од ових метода није успела да промени сексуалну оријентацију људи који су им били подвргнути.
Кинси и његови сарадници годинама су покушавали да пронађу пацијенте који су прешли из хомосексуалности у хетеросексуалност након „терапије”, и били су изненађени када нису могли да међу леченим хомосексуалцима пронађу ниједно лице које је променило своју сексуалну оријентацију. Када су подробно интервјуисане особе које су тврдиле да су били хомосексуалци, а да сада функционишу као хетеросексуалци, откривено је да су сви ови људи једноставно потискивали своје хомосексуално понашање „и да су користили хомосексуалне фантазије како би компензовали сексуални однос”.

## Став данашње науке
Научна заједница данас више не сматра хомосексуалност менталним поремећајем. Америчко удружење психијатара је 1973. уклонило хомосексуалност као поремећај из одељка „Сексуалне девијације” Дијагностичког и статистичког упутства о менталним поремећајима (енгл. Diagnostic and Statistical Manual of Mental Disorders, DSM-II).
Дана 17. маја 1990, Генерална скупштина Светске здравствене организације (СЗО) одобрила је 10. Ревизију Међународне класификације болести и сродних здравствених проблема. У овој ревизији стоји да сексуална оријентација (хетеросексуално, хомосексуално или бисексуално), само по себи није здравствени поремећај. У ранијој верзији (МКБ-9 Светске здравствене организације из 1977) хомосексуалност је приказивана као ментално обољење и класификована као „сексуални поремећај”. Зато је 1993. СЗО у МКБ-10 додала его-дистоничну сексуалну оријентацију, која се односи на особе које желе да промене свој полни идентитет или сексуалну оријентацију због психолошког поремећаја или поремећаја у понашању.
У част проглашења 10. ревизије МКБ СЗО, цивилне организације су 17. мај прогласиле за Светски дан борбе против хомофобије.

## Истраживање природе хомосексуалности
Када су се сазнања о хомосексуалности преселила из области психијатријске патологије у домен нормалног физиолошког људског сексуалног понашања, истраживања су започета у новим областима. Психијатрија је успела да дефинише хомосексуалност, али не и њену етиологију, тј. узроке. Зато је етиологија, у овом као и у другим психијатријским питањима везаним за сексуалност ушла у област неуробиологије.
Америчко удружење психолога тврди да се сексуална оријентација одређује код већина људи у раном узрасту, и тврди: по свему судећи, постоји много узрока који усмеравању сексуалну оријентацију, а разлози могу бити различити за различите људе. Концепт више узрока сексуалне оријентације као мулти-факторски модел тренутно је данас највише прихваћен међу стручњацима
Основно питање које су себи поставили биолози било је да ли су хомосексуалци и хетеросексуалци биолошки различити. У размишљањима о овом питању, биолози су у великој мери под утицајем сазнања о разликама између мушкараца и жена с неуролошке тачке гледишта.
Многи научници верују да се у природи хомосексуалности налази биолошка функција организма, одређена генетичким или другим урођеним факторима. Зато се биолошка истраживања (на основу резултата објављених у бројним специјализованим часописима о хомосексуалности) више година спроводе у следећим областима:
- истраживања хомосексуалних манифестација код животиња;
- генетичка истраживања хомосексуалности;
- хормонска и неурохуморална истраживања узрока хомосексуалности;
- биолошки и психолошки узроци и социјални аспекти хомосексуалности.

### Хомосексуалност у животињском свету
Хомосексуална понашања у животиња подразумевају удварање, осећања, стварање парова и одгајање младунаца између две одрасле јединке. Студија канадског истраживача Бруса Бејџмила из 1999. године показује да је хомосексуално понашање примећено код чак 1.500 животињских врста, почев од примата па све до црва, а код 500 врста је и обилно документовано. Сексуално понашање у животиња има веома различите форме, чак и у оквиру исте врсте. Шта мотивише оваква понашања, и које су његове последице теме су које тек треба да буду детаљно истражене Према Бејџмилу, у животињском царству постоји „много већа сексуална разноликост — укључујући и хомосексуалне, бисексуалне односе као и нерепродуктивни секс --него што су научна заједница и друштво спремни да прихвате”. Најновија истраживања из 2009. показала су да је хомосексуално понашање универзални феномен у животињском свету — налазимо га код мајмуна, делфина, птица (пингвина, лабудова) итд Критичари истичу да понашање животиња које представља облик хомосексуалности, у ствари, може имати социјално, а не сексуално значење. Такође су од кључне важности у спроведеним истраживањима хомосексуалности код животиња била истраживања на животињама које су чуване у заробљеништву (зоолошки вртови, научне лабораторије итд) као пандан истраживањима на људима у затворима, војсци, логорима итд.

### Генетичка истраживања хомосексуалности
Улога генетичких фактора у настанку и генима доминантном преношењу хомосексуалности на потомство и даље је мало или недовољно изучена. У студијама спроведеним 1980. као и у многим другим покушала се утврдити разлика између урођених и стечених особина хомосексуалности. Као важан материјал у тим истраживањима коришћени су не само узорци гена ближих и даљих рођака, већ и веома значајни гени као нпр. гени једнојајчаних близанаца.
Истраживања су показала чешћу присутност хомосексуалности код неколико старије браће као и манифестације хомосексуалности у оба идентична близанца, чак и у случајевима где су они били посебно одгајани и школовани. Ипак добијени резултати за сада су недовољни и не дозвољавају да се недвосмислено хомосексуалност тумачи као генетичка карактеристика, али истовремено не допуштају да се олако одустане од даљег истраживања у том правцу.
Неке карактеристике генетичке основе су чешће у око 20 % анкетираних хомосексуалаца. У исто време, значајне генетичке варијације код лезбијки још увек нису откривене (што не искључује њихово постојање). Постоје докази да је варијабилност локуса Xq28 у људском X- хромозому повезана са хомосексуалношћу .
Истраживања женског стерилитета које је 1963. вршио Кулбир Гил, гостујући научник из Индије на Универзитету Јејл, након излагања рендген зрацима муве (лат. Drosophila melanogaster) указала су на то да промене у неким генима могу утицати на сексуално понашање овог инсекта. Гил је приметио да се одређена група мутаната мушких мува удвара другим мужјацима, вибрарцијом крила, неком врстом карактеристичне „песме” удварања.
Деценију касније Џефри Хол (Jeffrey Hall), биолог на Брандис универзитету, на основу претходних открића Гилса открио је гене муве дрозофила. Хол објашњава да неплодни мутанти производе два облика различитог понашања. Прво, конкретно, за мужјаке хомозиготних мутаната, ген фру (fruitless — неплодни) одредио је код њих хомосексуално понашање (незаинтересованост за женке, и „удварање” другим мужјацима). Ген фру је био израженији у одређеним регионима мозга муве (лат. Drosophila melanogaster). Друго, женски мутантни ген лез (lesbian) стимулише женке да се старају о другим женкама. Мутант гена варијанте вајола (viola) и слагиш (sluggish — тром) узрокује бисексуално понашање у мужјака муве.
Близаначке студије показују да је конкордантност код монозиготних близанаца вишеструко већа од оне код дизиготних близанаца (браће и сестара). Ранији подаци (студија Калмана из 1952) говоре чак и о потпуној, стопроцентној, конкордантности хомосексуалности код монозиготних близанаца, док новија истраживања (Бејлија и Пиларда из 1991) дају цифру од око 52 %. То практично значи да уколико је један члан (једнојајчаног) близаначког пара хомосексуалан, други члан, пошто деле исти генетички материјал, је у великом проценту, такође, хомосексуалан. Уколико би тај проценат био 100 %, као што сугеришу раније студије, то би значило да је хомосексуалност у потпуности одређена наследним чиниоцима. Уколико је, пак, проценат мањи, утицај других, развојних фактора, такође би се морао узети у обзир. Наведени подаци говоре о значајном утицају наследних чинилаца у пореклу хомосексуалне оријентације.
Међутим, једна ствар је рећи да су гени укључени у хомосексуалност, јер је то готово сигурно, али је потпуно друга ствар, која тек предстоји, да се заиста идентификују ти гени, јер хомосексуалност може бити и полигенетичка, а да сваки појединачни ген има мали ефекат.

### Хормонска и неурохуморална истраживања
Такође постоји и мишљење да је хомосексуалност последица неправилног односа андрогена (мушких) и естрогена (женских хормона), тј. да поремећен рад жлезда које луче ове продукте ствара предуслове за хомосексуално понашање. Другим речима, сем што изазивају проблеме у развоју полних органа и секундарних полних карактеристика, неправилности у лучењу ових хормона стварају и потешкоће у вези са сексуалном оријентацијом и сексуалним понашањем.
Хормонски тестови открили су чудну асиметрију. Док ће новорођени мужјак пацова лишен тестостерона, како је открио Харис, нагињати ка женским особинама, новорођена женка пацова лишена естрогена ће наставити да се развија као женка. У одраслом добу она неће изгледати некако мушки. Када се пацовима уклони јајник, њихов мозак ће и даље производити подстицај за овулацију. Научници су схватили да без тестостерона генетички основ за мушкост је у суштини безвредан. Зато су закључили, да би се мозак мушког пацова могао и стварно да организује као мушкарац, његов мозак мора бити изложен утицају тестостерона у првих пет дана живота. Након петог дана простор за маскулинизацију је затворен, а генетички мушко ће се развити и расти са „женским” мозгом. Насупрот томе, мозак женке пацова не треба естроген за своју организацију. Препуштен сам себи, он ће постати „женски” мозак.

### Истраживања функција мозга
Лора Ален (енгл. Laura Allen), је у својим истраживањима идентификовала четири мале групе неурона у предњем делу хипоталамуса и назвала их интерстицијалним једром предњег хипоталамуса (INAH 1, 2, 3 и 4). Истраживања Аленове показала су да су (INAH 2 и 3) значајно већа код мушкараца него код жена на основу чега је она поставила хипотезу да су можда ова једра диморфна и у складу са сексуалном оријентацијом.
Сајмол Левеј (британско-амерички неуролог познат по студијама о структурама мозга и сексуалној оријентацији) у раду под насловом Разлика у хипотхаламичним структурама између хетеросексуалних и хомосексуалних мушкараца, објављеном 1991, у уводном делу дефинише сексуалну оријентацију као правац сексуалних осећања или понашање према припадницима сопственог или супротног пола и хипотезу да Аленова хипоталамична (INAH) једра учествују у генерисању типичног сексуалног понашања мушкараца.
Левеј је у свом истраживању сецирао мождана ткива добијена са рутинских аутопсија четрдесет једне особе које су умрле у болницама у Њујорку и Калифорнији. Међу испитаницима је било деветнаест хомосексуалаца, умрлих од сиде; шеснаест су били хетеросексуални мушкарци, од којих су шест били интравенски наркомани умрли од сиде; и шест хетеросексуалне жене. Левејови закључци су били следећи:
Резултати Левејовог истраживања и његово откриће да се једра разликују у величини између хетеросексуалних и хомосексуалних мушкараца указују да сексуална оријентација код људи захтева даља истраживања на биолошком нивоу."
Студија Левеја, како је и он сам признао, је имала неколико недостатака: мали узорак, велике варијација у величини појединих једара, а можда и искривљени резултати, јер сви геј мушкарци су имали сиду (мада је Левеј пронашао значајне разлике у обиму (INAH 3) између хетеросексуалних мушкараца умрлих од сиде и оних који су умрли од других узрока).
Неки критичари су изразили сумњу у тачност и правилност Левејовог мерења, наводећи да је ове структуре тешко видети у ткиву и да се зато и тешко може измерити величина ћелија. Нанси Ордовер тврди у својој књизи објављеној 2003. да је Левеј критикован због „мале величине узорка и неадекватно прикупљених података о сексуалној историји испитаника”.

### Хипотеза имунолошког поремећаја у интраутерином развоју
Према једној хипотези, узрок хомосексуалности је тело мајке које производи антитела на HY-антиген локализован у мушком Y-хромозому. Са сваком наредном трудноћом повећава се количина ових антитела, која могу имати значајне ефекте на централни нервни систем мушких фетуса. Хипотеза је поткрепљена чињеницом да мушкарци који имају старију браћу често постају хомосексуалци. Међутим, како је већи број хомосексуалца рођен у првој трудноћи у којој HY-антиген код мајки није присутан у довољном броју, то на неки начин побија ову хипотезу.

## Хомосексуалност и психологија
Истраживања психологије о хомосексуалности покушавају одговорити на следећих пет питања:
1. Шта узрокује хомосексуалност код људи?
2. Шта узрокује дискриминацију особа са хомосексуалном оријентацијом и како се на то може утицати?
3. Да ли хомосексуална оријентација особе утиче на њено здравље, и нормално психолошко функционисање?
4. Зашто је хомосексуалност централна у идентитету неких људи, а споредна у идентитету других.
5. Како се развијају деца која одрастају уз хомосексуалне родитеље?

Данас постоји велики корпус истраживања и доказа који указују да је бити геј, лезбијка или бисексуалац идентично или нормално ментално здравствено и социјално прилагођавање. Већина лезбијки, гејева, бисексуалаца који траже психотерапију то чине из истих разлога као и хетеросексуални људи (због стреса, анксиозности, тешкоћа у прилагођавању социјалним, љубавним и пословним ситуацијама, итд); њихова сексуална оријентација може бити примарна, случајна, али не од значаја за њихове проблеме и даље психијатријско лечење. Без обзира на овакве ставове, постоји висок ризик за антигеј пристрасност у психотерапији са лезбијком, антилезбијску са гејом, како за психотерапеута тако и за клијента. Зато су даља психолошка истраживања у овој области од изузетног значаја за сузбијање бројних предрасуда и хомофобичних ставова и активности
Студија коју је 1956. објавила Евелин Хукер, доказује да нема разлике у друштвеној прилагођености између хомосексуалаца и остатка популације. Евелин Хукер је ову студију провела користећи као узорак двије групе мушкараца, једну састављену од хомосексуалаца а другу од хетеросексуалаца. Сваки члан једне групе одговарао је члану друге групе по коефицијенту интелигенције, занимању и другим битним карактеристикама. Након што је провела студију, Хукер је њене резултате проследила водећим психолозима. Претходно је помешала податке о ове две групе и уклонила податке о сексуалној оријентацији мушкараца. Тражила је од њих да издвоје чланове групе који су хомосексуалци. Ниједном од водећих психолога није пошло за руком да раздвоји ове две групе. Студија Евелин Хукер, која је неколико пута поновљена, допринела је да Америчко удружење психијатара престане третирати хомосексуалност као поремећај.
Многе теорије које су настале у време када је хомосексуалност сматрана менталном болешћу, покушале су да је објасне са патолошке стране, као последицу неких преживљених траума у детињству. Најпознатија таква теорија је психоаналитичка теорија, и њена објашњења порекла хомосексуалности која почињу Фројдовим радовима „О психогенези једног случаја женске хомосексуалности”, затим „О неким неуротичним механизмима код љубоморе, параноје и хомосексуалности”, као и нарочито позната Фројдова студија о Леонарду да Винчију.
Према Фројду, код хомосексуалних мушкараца постоји врло јака еротична везаност за неку женску особу, најчешће мајку, због њене претеране нежности која је подржана повлачењем оца из дететовог живота. „Дечак потискује своју љубав према мајци, стављајући себе самог на њено место, и узима сопствену личност као узор тражећи нове љубавне објекте које су сличне њему”.
Фенихел наводи да врло често геј „објекти” показују извесне карактеристике њихове мајке или сестре, а Фројд каже да свака и најнормалнија особа показује склоност и способност за хомосексуални избор објекта. „Такав избор се чак једном може догодити сваком, и од тада човек га у своме несвесном или чврсто држи или се од њега обезбеђује неким енергичним заузимањем супротног става”.
Касније, Фројд је допунио своја ранија објашњења хомосексуалности увођењем кастрационог страха код дечака од бруталног оца, при чему дечаково одустајање од жене значи избегавање и одрицање од било какве конкуренције са оцем. Овакво одустајање од ривалства могуће је и у потиснутим агресивним осећањима дечака према старијем брату. Потиснута непријатељска осећања према њему доживљавају преображај, при чему ранији ривал сада постаје први хомосексуални љубавни објект. При свим овим објашњењима Фројд је остао недогматичан и толерантан, јер је наглашавао да је његово објашњење једно од могућих објашњења и да можда важи само за један тип хомосексуалности.
Друге психоаналитичке теорије које су се развиле средином, и у другој половини 20. века, стављају акцент на преедипалну фазу развоја либида, па истичу;
- снажну парцијалну фиксацију и идентификацију детета са мајком у току прве три године живота,
- тражење мушке идентификације кроз идентификацију са партнером истог пола (А. Фројд),
- један део инфантилне сексуалности улази у службу потискивања, при чему је прегенитално задовољство пренето у его, док је остатак потиснут (Х. Сакс).

Према Владети Јеротићу највећи број латентно или манифестно хомосексуалних жена (за разлику од таквих мушкараца) налазе се у браку, и воде скривени сексуални живот јер је оваква ситуација међу женама последица вековне економске несигурности и необезбеђености која ни данас још није задовољавајуће разрешена

## Покушаји да се промени сексуална оријентација
Један број аутора и група за репаративну терапију и даље сматра да је хомосексуалност ментални поремећај, те заступају став да се сексуална оријентација може променити. Краљевски психијатријски одбор (главна професионална асоцијација психијатара, Велике Британије), наводи 2007:

## Хомосексуалност и друштво
Упркос многим позитивним дешавања на глобалном и регионалном нивоу, стигматизација и дискриминација особа са другачијом сексуалном оријентацијом и сексуалним идентитетом и даље постоји у неким културама и међу многим појединцима, па и у Србији што су потврдили многи догађаји у 2010. и 2011. То често спречава људе да слободно и добровољно искажу своју сексуалност, било приватно, било кроз геј параду.

### Стигматизација и дискриминација
| Хомосексуалност легална Истополни брак Истополна партнерства Заједнице нису признате Истополни брак склопљен другде се признаје Нема никаквих закона | Хомосексуалност илегална Минимална казна Висока казна Доживотна казна Казна смрћу |

Стигматизација у многим развијеним земљама подстиче схватања о повезаности између сиде и хомосексуалног или бисексуалног понашања, што потврђују подаци прикупљени у САД 2008. по којима су геј, бисексуалци или други мушкарци који имају секс са мушкарцима чинили 55 % од укупног броја заражених сидом. Управо та повезаност је један од узрока разних сексуалних предрасуда.
Стигматизација често није директно повезана са ЛГБ популацијом, већ са различитим облицима дискриминације ХИВ позитивних особа која се такође пројектује и на ЛГБ популацију. Овај тип дискриминације ЛГБТ особа огледа се у одбијању пружања медицинске неге, одбијања да се ЛГБТ оболели ставе на листу за трансплантацију органа, одбацивање од стране околине (породице и пријатеља) и друштвена изолација ЛГБТ ХИВ позитивних особа.
Последице ових ставова су и неправовремено и неадекватно лечење других заразних и сексуално преносивих болести, криминализација припадника сексуалних мањина, отежано добијање или задржавање посла, и тешкоће при њиховом учлањивању у бројне клубове, школе и верске установе итд. У неколико земаља у свету и данас се региструју бројни злочини бруталност полиције и отворена мржња према гејовима и лезбијкама, који се крећу од вербалног и физичког насиља до убиства.
Иако наука користи термине хомосексуалност и бисексуалност у неутралном контексту, као термине којима описује нечију сексуалну оријентацију, ове термине често користе друштвени конзервативци, верске заједнице и други за које је хомосексуалност „грех”, и нешто негативно, па термин „хомосексуалност” користе у другачијем контексту како би нагласили да се ради о нечему лошем и погрешном. Термин „геј бракови” донекле може бити погрешан јер у истополне бракове не ступају само геј мушкарци и лезбијке, него врло често и особе бисексуалне оријентације. Тако се и за бракове склопљене између истополних особа не користи термин истополни брак већ термин хомосексуални „брак”, где је реч брак под наводницима, желећи тиме да истакну да се не ради о грађанском или црквеном браку у правом смислу речи. Уместо ових термина, многе ЛГБТ организације користе израз „брачна једнакост” (engl. Marriage equality).
Истополни брак, и поред бројних отпора, почео је све више да се легализује у свету, и тренутно је озакоњен у 18 држава (види карту), а дебата о њиховој легализацији тренутно се води у већем броју држава.

### Војска и хомосексуалност
Иако је СЗО још 1990. уклонила хомосексуалност са листе менталних болести, неке организације и групе за репаративну терапију не прихватају одлуке Америчког друштва психијатара и Светске здравствене организације па и даље сматрају да је хомосексуалност ментални поремећај.
Већина западних војних сила уклонила је ограничења за сексуалне мањине. Од 26 земаља које учествују у војним мисијама НАТО, више од 20 дозволило је гејевима, лезбијкама и бисексуалним особама да служе у њиховим војскама. Од сталних чланица Савета безбедности Уједињених нација, три (Велика Британија, Француска и САД) дозвољавају, а преостале две генерално не: Кина забрањује, Русија искључује све геј и лезбијске особе у миру, али омогућава неким геј мушкарцима да служе у време рата. Израел је једина земља у региону Блиског истока која омогућава ЛГБ особама да служе у војсци.

### Религија и хомосексуалност
Католичка црква остаје код учења Светог писма и традиције, али истовремено позивајући вернике да се уздрже од неправедне дискриминације ЛГБТ, она и наглашава да се хомосексуални односи противе природним законима, и да у моралном погледу ни у ком случају не могу бити одобрени (Катихизис Католичке цркве, т. 2357—2359).
Иако учитељи Католичке цркве дају упутства о верским и моралним питањима својим верницима, они неће понудити јасне одговоре да ли је хомосексуализам, као порив и пракса срамотна, противправна и противна природном закону, и да ли се треба сматрати болешћу, по чему се њен став значајно не разликује од других цркава.
Руска православна црква на челу са патријархом Кирилом, први пут 2009. је иступила са релативно новим, реформаторски оријентисаним ставом новог поглавар Руске православне цркве, који је против дискриминације хомосексуалаца… прихватамо човекову слободу избора, укључујући и полну оријентацију, као личну ствар појединца — изјавио је патријарх Кирил током сусрета са генералним секретаром организације за људска права Савета Европе.
Међутим, православна црква, као и католичка, упозорава на религиозне традиције готово свих народа у којима се хомосексуалност сматра грехом. Напредак је у томе што се она данас противи кажњавању и прогањању тог „греха”… зато смо иступали и иступаћемо против сваког обесправљивања особа нетрадиционалне полне оријентације…при чему ћемо се држати става како истополне бракове не би требало сматрати једнакима хетеросексуалним браковима.

### Распрострањеност и демографија хомосексуалности
Процене преваленције хомосексуалности знатно се разликују због различитих дефиниција хомосексуалност у различитим срединама што умногоме компликује истраживања. Осим тога, треба имати у виду да друштвена стигматизација хомосексуалности резултује тенденцијом прикривања, тако да су подаци доста непоуздани или искривљени.
Према проценама истраживања спроведеног у 2000. у Немачкој, само 1,3 и 0,6 % испитаника, изјаснило се као геј или лезбијка и 2,8 % и 2,5 %, као бисексуалци. У исто време 9,4 % мушкараца и 19,5 % жена изјаснило се да их еротски привлаче припадници истог пола. Према подацима студије Центра за контролу и превенцију болести (ЦДЦ) из марта 2011, 7 % америчких мушкараца између 15 и 44 године старости изјаснило се као хомосексуалац. Према неким истраживањима ЛГБТ припадници који доживе природну смрт у просеку живе краће 18 година у односу на хетеросексуалце.

### Књиге
- Рот, Никола; Радоњић, Славољуб (1992). Психологија за други разред гимназије. ЗУНС. стр. 26—27. ISBN 978-86-17-13249-9.
- Милојевић Апостоловић, Биљана (2012). Психологија. Нови Логос. ISBN 978-86-6109-072-1.
- Adam, Barry (1987). The Rise of a Gay and Lesbian Movement. G. K. Hall & Co. ISBN 978-0-8057-9714-5.
- Boswell, John (1980). Christianity, Social Tolerance, and Homosexuality: Gay People in Western Europe from the Beginning of the Christian Era to the Fourteenth Century. University of Chicago Press. ISBN 978-0-226-06711-7.
- Dover, Kenneth J (1989). Greek Homosexuality. Harvard University Press. ISBN 978-0-674-36270-3.. Gerald Duckworth & Co. Ltd. 1979.  978-0-674-36261-1. (hardcover).  (paperback)
- d'Emilio, John (1983). Sexual Politics, Sexual Communities: The Making of a Homosexual Minority in the United States, 1940—1970. University of Chicago Press. ISBN 978-0-226-14265-4.
- Foucault, Michel (1986). The History of Sexuality. Pantheon Books. ISBN 978-0-394-41775-2.
- Roth, Norman (1989). „The care and feeding of gazelles: Medieval Arabic and Hebrew love poetry”.  Ур.: Lazar, Moshé; Nacy, Norris J. Poetics of Love in the Middle Ages. George Mason University Press. ISBN 978-0-913969-25-0.

1990—1999
- Bagemihl, Bruce (1999). Biological Exuberance: Animal Homosexuality and Natural Diversity. St. Martin's Press. ISBN 978-0-312-19239-6.
- Bérubé, Allan (1990). Coming out under Fire: The History of Gay Men and Women in World War Two. New York: MacMillan. ISBN 978-0-02-903100-1.
- Brown, Lester B. (1997).  Brown, Lester B., ур. Two spirit people: American Indian, lesbian women and gay men. Routledge. ISBN 978-0-7890-0003-3.
- Bullough, Vern L.; Brundage, James A. (2000). Handbook of medieval sexuality. Taylor & Francis. ISBN 978-0-8153-3662-4.
- Chauncey, George (1995). Gay New York: Gender, Urban Culture, and the Making of the Gay Male World, 1890—1940 (reprint, illustrated изд.). Basic Books. ISBN 978-0-465-02621-0.
- Dynes, Wayne R.; Johansson, Warren; Percy, William A.; Donaldson, Stephen (1990). Encyclopedia of homosexuality (2 Volumes). Garland Pub. ISBN 978-0-8240-6544-7.
- Faderman, Lillian (1993). Odd girls and twilight lovers: a history of lesbian life in twentieth-century America (4 изд.). Columbia University Press. ISBN 978-0-231-07488-9.
- Hinsch, Bret (1990). Passions of the Cut Sleeve: The Male Homosexual Tradition in China. The University of California Press. ISBN 978-0-520-06720-2.
- Johansson, Warren; Percy, William A. (1994). Outing: shattering the conspiracy of silence. Routledge. ISBN 978-1-56024-419-6.
- Michael, Robert T. (1994). Sex in America: a definitive survey. Little, Brown. ISBN 978-0-316-91191-7.
- Percy, William Armstrong (1998). Pederasty and Pedagogy in Archaic Greece. University of Illinois Press. ISBN 978-0-252-06740-2.
- Ramos, Juanita (1987). Compañeras: Latina lesbians (an anthology). Latina Lesbian History Project.
- Rousseau, George (1991). Perilous Enlightenment: Pre- and Post-Modern Discourses—Sexual, Historical. Manchester University Press. ISBN 978-0-7190-3301-8.
- Schmitt, Arno; Sofer, Jehoeda (1992).  Schmitt, Arno; Sofer, Jehoeda, ур. Sexuality and eroticism among males in Moslem societies. Routledge. ISBN 978-1-56024-047-1.
- Terry, Jennifer (1999). An American obsession: science, medicine, and homosexuality in modern society. University of Chicago Press. ISBN 978-0-226-79367-2.

2000—
- Bernstein, Elizabeth; Schaffner, Laurie (2005). Regulating sex: the politics of intimacy and identity. Routledge. ISBN 978-0-415-94869-2.
- Bullough, Vern L. (2002). Before Stonewall: activists for gay and lesbian rights in historical context. Routledge. ISBN 978-1-56023-193-6.
- Davidson, James (2007). The Greeks And Greek Love: A Radical Reappraisal of Homosexuality In Ancient Greece. Weidenfeld & Nicolson. ISBN 978-0-297-81997-4.
- Endsjø, Dag Øistein (2010). Seks i religija. Karpos. ISBN 978-86-85941-26-9.
- Gunther, Scott (2009). "The Elastic Closet: A History of Homosexuality in France, 1942–present". Palgrave Macmillan. ISBN 978-0-230-22105-5. Архивирано из оригинала 05. 08. 2012. г. Приступљено 22. 08. 2014.
- Johnson, David K. (2004). The lavender scare: the Cold War persecution of gays and lesbians in the federal government. University of Chicago Press. ISBN 978-0-226-40481-3.
- Myers, JoAnne (2003). Historical dictionary of the lesbian liberation movement: still the rage. Scarecrow Press. ISBN 978-0-8108-4506-0.
- Vanita, Ruth (2002). Queering India: same-sex love and eroticism in Indian culture and society. Routledge. ISBN 978-0-415-92950-9.

### Чланци у научним часописима
- Bagley, Christopher; Tremblay, Pierre (1998), „On the Prevalence of Homosexuality and Bisexuality, in a Random Community Survey of 750 Men Aged 18 to 27”, Journal of Homosexuality, no. 2: [New York, Haworth Press], 36 (2): 1—18, ISSN 0091-8369, OCLC 91129391, PMID 9736328, doi:10.1300/j082v36n02_01
- Bowman, Karl M.; Engle, Bernice (1953), „The problem of homosexuality.”, Journal of Social Hygiene, 39 (1): 2—16, ISSN 0741-9996, OCLC 102411893, PMID 13011795
- Crew, Louie; Norton, Rictor (1974), „The Homophobic Imagination”, College English, 3, Nov 74, 36 (3): 272—90, ISSN 0010-0994, JSTOR 374839, OCLC 427092211, doi:10.2307/374839
- Iemmola, Francesca; Ciani, Andrea Camperio (2009), „New Evidence of Genetic Factors Influencing Sexual Orientation in Men: Female Fecundity Increase in the Maternal Line”, Archives of Sexual Behavior (Article)|format= захтева |url= (помоћ), Springer, 38 (3): 393—399, ISSN 0004-0002, OCLC 360232526, PMID 18561014, S2CID 508800, doi:10.1007/s10508-008-9381-6
- LeVay, Simon (1991), „A difference in hypothalamic structure between heterosexual and homosexual men.”, Science, 253 (5023) (5023): 1034—7, Bibcode:1991Sci...253.1034L, ISSN 0036-8075, OCLC 121655996, PMID 1887219, S2CID 1674111, doi:10.1126/science.1887219
- McConaghy, N; Hadzi-Pavlovic, D; Stevens, C; Manicavasagar, V; Keller, M; MacGregor, S; Wright, M; Bailey, J; Martin, N (2006), „Fraternal Birth Order and Ratio of Heterosexual/Homosexual Feelings in Women and Men”, Journal of Homosexuality, 51 (4): 161—174, ISSN 0091-8369, OCLC 202629885, PMID 17135133, S2CID 24828176, doi:10.1300/J082v51n04_09

### Чланци доступни на интернету
- Burr, Chandler. Homosexuality and biology. The Atlantic, June 1997, ISSN 1072-7825. An overview of recent research in layman's language.
- BBC News (Feb 1998): Fingerprints Study
- BBC News (Apr 1999): Doubt cast on 'gay gene'
- WebMD (March 2000): Pointing the Finger at Androgen as a Cause of Homosexuality
- BBC News (Oct 2004): Genetics of homosexuality
- James Davidson, London Review of Books, June 2, 2005, „Mr and Mr and Mrs and Mrs”—detailed review of The Friend, by Alan Bray, a history of same-sex marriage and other same-sex formal bonds}-